# Tbeng Mean Chey
Tbeng Mean Chey is een stad in Cambodja en is de hoofdplaats van de provincie Preah Vihear.
Tbeng Mean Chey telt ongeveer 25.000 inwoners.